# Bahía de Tokio
La bahía de Tokio (東京湾 Tōkyō-wan?) es una bahía de Japón en aguas del océano Pacífico, ubicada en la parte central de la costa meridional de la gran isla de Honshū, limitada por la península de Boso (prefectura de Chiba) y la península de Miura (prefectura de Kanagawa). Está ubicada al sur de la región de Kanto y en ella están los puertos de Tokio, Chiba, Kawasaki, Yokohama y Yokosuka. La bahía conecta con el océano por el canal Uraga.
En la costa oeste de la bahía, entre Tokio y Yokohama, se extiende el área industrial de Keihin, que se encuentra allí desde la Era Meiji. Después de la Segunda Guerra Mundial, el área industrial de Keiyo se expandió en la costa norte y este de la bahía.
La bahía de Tokio posee una extensión de 1320 km², tras haber perdido ya 249 km² de tierras ganadas al mar. La región de la bahía de Tokio es la zona más poblada y más industrializada de Japón.

## Desarrollo
Los puertos de Tokio, Chiba, Kawasaki, Yokohama y Yokosuka contienen bases navales de las fuerzas de Estados Unidos en Japón y la Fuerza de Autodefensa Marina de Japón. 
El túnel - puente Aqua-Line Bahía de Tokio une a Kawasaki, en la prefectura de Kanagawa, con Kisarazu en la prefectura de Chiba, al otro lado de la bahía de Tokio.

## Historia
La bahía de Tokio fue el escenario de las negociaciones del comodoro Matthew Perry con el bakufu japonés en la década de 1850, así como de la mayor parte de los contactos entre Japón y los europeos en vísperas de la Restauración Meiji. 
Tras la Segunda Guerra Mundial, la rendición del Japón se firmó a bordo del barco USS Missouri, anclado en la bahía el 2 de septiembre de 1945. Durante la ceremonia se izó una bandera proveniente de uno de los barcos de la flota de Matthew C. Perry, que a mediados del siglo XIX dio plazo a Japón para que rompiera el aislamiento.